# Giuliano Colonna di Stigliano, I principe di Sonnino
Giuliano Colonna di Stigliano, I principe di Sonnino (Roma, 10 dicembre 1671 – Napoli, 11 aprile 1732), è stato un nobile italiano.

## Biografia
Figlio di Filippo Colonna, signore di Sonnino, e di sua moglie Cleria Cesarini, Giuliano nacque a Roma nel 1671.
Per quanto rampollo di una nobile famiglia imparentata direttamente coi Colonna romani e quindi appartenente all'élite aristocratica romana, ben presto Giuliano si ritrovò diciassettenne al servizio del Re di Napoli il quale, per alti meriti, lo elevò al rango di principe sui suoi feudi siciliani e lo prescelse nel 1690 quale suo ambasciatore presso la Santa Sede per la tradizionale e cerimoniale presentazione della "chinea", il tributo annuale simbolico versato dal re di Napoli al pontefice dal momento che quest'ultimo ne deteneva i diritti feudali anche se a governare, de facto, era il primo. Re Filippo V di Spagna, sovrano del regno di Napoli, gli concesse quindi nel 1715 il grandato di Spagna.
Morì a Napoli l'11 aprile 1732.

## Matrimonio e figli
Il 2 agosto 1688 a Napoli, Giuliano sposò Giovanna van den Eynde (1672-25 aprile 1716), figlia di Ferdinando van den Eynde, I marchese di Castelnuovo e di Olinda Piccolomini. La coppia ebbe i seguenti figli:
- Filippo (1690 - 1715)
- Girolamo (m. 1714), cavaliere dell'Ordine di Malta
- Ferdinando (1695 - 1775), II principe di Sonnino, sposò Luisa Caracciolo di Santobuono
- Cleria (1696 - 1761), monaca nel monastero dei Santi Domenico e Sisto a Napoli
- Virginia, monaca nel monastero di San Gaudioso a Napoli dal 1709
- Lorenzo (morto giovane)
- Gennaro (?-dopo 1758), cavaliere dell'Ordine di Malta, brigadiere generale dell'esercito napoletano, sposò Laura del Balzo.

## Ascendenza
|                                                           |                                                     |                                             | Genitori                                         |  |  | Nonni |  |  | Bisnonni                                             |  |  | Trisnonni                                 |  |
|                                                           |                                                     |                                             |                                                  |  |  |       |  |  | Filippo I Colonna di Paliano, VI principe di Paliano |  |  | Fabrizio Colonna, III principe di Paliano |  |
|                                                           |                                                     |                                             |                                                  |  |  |       |  |  | Filippo I Colonna di Paliano, VI principe di Paliano |  |  | Fabrizio Colonna, III principe di Paliano |  |
|                                                           |                                                     | Anna Borromeo                               |                                                  |  |  |       |  |  | Filippo I Colonna di Paliano, VI principe di Paliano |  |  |                                           |  |
| Marcantonio V Colonna di Paliano, VII principe di Paliano |                                                     |                                             |                                                  |  |  |       |  |  | Filippo I Colonna di Paliano, VI principe di Paliano |  |  |                                           |  |
|                                                           |                                                     | Lucrezia Tomacelli-Cybo                     | Giacomo Tomacelli, signore di Galatro            |  |  |       |  |  |                                                      |  |  |                                           |  |
|                                                           |                                                     | Lucrezia Tomacelli-Cybo                     | Giacomo Tomacelli, signore di Galatro            |  |  |       |  |  |                                                      |  |  |                                           |  |
|                                                           |                                                     | Lucrezia Tomacelli-Cybo                     | Ippolita Ruffo di Bagnara                        |  |  |       |  |  |                                                      |  |  |                                           |  |
| Filippo Colonna, signore di Sonnino                       |                                                     | Lucrezia Tomacelli-Cybo                     |                                                  |  |  |       |  |  |                                                      |  |  |                                           |  |
|                                                           |                                                     | Lorenzo Gioeni, II principe di Castiglione  | Tommaso Gioeni, I principe di Castiglione        |  |  |       |  |  |                                                      |  |  |                                           |  |
|                                                           |                                                     | Lorenzo Gioeni, II principe di Castiglione  | Tommaso Gioeni, I principe di Castiglione        |  |  |       |  |  |                                                      |  |  |                                           |  |
|                                                           |                                                     | Lorenzo Gioeni, II principe di Castiglione  | Susanna Beccadelli                               |  |  |       |  |  |                                                      |  |  |                                           |  |
| Isabella Gioeni                                           |                                                     | Lorenzo Gioeni, II principe di Castiglione  |                                                  |  |  |       |  |  |                                                      |  |  |                                           |  |
|                                                           |                                                     | Antonia Avarna, baronessa di Santa Caterina | Niccolò Maria Avarna, barone di Santa Caterina   |  |  |       |  |  |                                                      |  |  |                                           |  |
|                                                           |                                                     | Antonia Avarna, baronessa di Santa Caterina | Niccolò Maria Avarna, barone di Santa Caterina   |  |  |       |  |  |                                                      |  |  |                                           |  |
|                                                           |                                                     | Antonia Avarna, baronessa di Santa Caterina | Isabella Saccano                                 |  |  |       |  |  |                                                      |  |  |                                           |  |
| Giuliano Colonna di Stigliano, I principe di Sonnino      |                                                     | Antonia Avarna, baronessa di Santa Caterina |                                                  |  |  |       |  |  |                                                      |  |  |                                           |  |
|                                                           | Giovanni Giorgio II Cesarini, II duca di Civitanova | Giuliano II Cesarini, I duca di Civitanova  |                                                  |  |  |       |  |  |                                                      |  |  |                                           |  |
|                                                           | Giovanni Giorgio II Cesarini, II duca di Civitanova | Giuliano II Cesarini, I duca di Civitanova  |                                                  |  |  |       |  |  |                                                      |  |  |                                           |  |
|                                                           | Giovanni Giorgio II Cesarini, II duca di Civitanova | Livia Gravina                               |                                                  |  |  |       |  |  |                                                      |  |  |                                           |  |
| Giuliano III Cesarini, principe di Genzano                | Giovanni Giorgio II Cesarini, II duca di Civitanova |                                             |                                                  |  |  |       |  |  |                                                      |  |  |                                           |  |
|                                                           |                                                     | Cornelia Caetani                            | Filippo Caetani, VII duca di Sermoneta           |  |  |       |  |  |                                                      |  |  |                                           |  |
|                                                           |                                                     | Cornelia Caetani                            | Filippo Caetani, VII duca di Sermoneta           |  |  |       |  |  |                                                      |  |  |                                           |  |
|                                                           |                                                     | Cornelia Caetani                            | Camilla Caetani dell'Aquila                      |  |  |       |  |  |                                                      |  |  |                                           |  |
| Cleria Cesarini                                           |                                                     | Cornelia Caetani                            |                                                  |  |  |       |  |  |                                                      |  |  |                                           |  |
|                                                           |                                                     | Bernardino Savelli, II principe di Albano   | Paolo Savelli, I principe di Albano              |  |  |       |  |  |                                                      |  |  |                                           |  |
|                                                           |                                                     | Bernardino Savelli, II principe di Albano   | Paolo Savelli, I principe di Albano              |  |  |       |  |  |                                                      |  |  |                                           |  |
|                                                           |                                                     | Bernardino Savelli, II principe di Albano   | Caterina Savelli di Ariccia                      |  |  |       |  |  |                                                      |  |  |                                           |  |
| Margherita Savelli di Venafro                             |                                                     | Bernardino Savelli, II principe di Albano   |                                                  |  |  |       |  |  |                                                      |  |  |                                           |  |
|                                                           |                                                     | Maria Felice Peretti Damasceni              | Michele Peretti Damasceni, I principe di Venafro |  |  |       |  |  |                                                      |  |  |                                           |  |
|                                                           |                                                     | Maria Felice Peretti Damasceni              | Michele Peretti Damasceni, I principe di Venafro |  |  |       |  |  |                                                      |  |  |                                           |  |
|                                                           |                                                     | Maria Felice Peretti Damasceni              | Margherita Cavazzi della Somaglia                |  |  |       |  |  |                                                      |  |  |                                           |  |
|                                                           |                                                     | Maria Felice Peretti Damasceni              |                                                  |  |  |       |  |  |                                                      |  |  |                                           |  |